# Darcy Lima
Darcy Gustavo Lima est un joueur d'échecs brésilien né le 22 mai 1962 à Rio de Janeiro. Grand maître international depuis 1997, il a remporté trois championnats du Brésil et deux tournois zonaux (championnats du nord de l'Amérique du Sud). Il est le président de la confédération brésilienne des échecs de 1999 à 2004 et depuis 2013,.
Au 1er mars 2019, il est le quatrième joueur brésilien avec un classement Elo de 2 541 points.

## Biographie et carrière
Dacry Lima a remporté le championnat du Brésil d'échecs en 1992 (8 points sur 11), 2002-2003 (après départage) et 2003-2004 (7 points sur 9).
En 1993, il finit deuxième ex æquo du tournoi zonal pour l'Amérique du Sud et se qualifia, après départages, pour le tournoi interzonal de Bienne où il marqua 6 points sur 13.
Dans les années 2000, Lima  remporta deux tournois zonaux (en 2000 et 2003). En 2007, il finit 1er-5e du championnat continental panaméricain à Cali. En 2010, il finit deuxième ex æquo du championnat panaméricain à Cali. Grâce à ses résultats dans les championnats sudaméricains et panaméricains, il représenta le Brésil deux fois aux championnats du monde de la Fide et trois fois à la coupe du monde d'échecs :
- lors du Championnat du monde de la Fédération internationale des échecs 2000, il fut éliminé au premier tour par le Russe Aleksandr Grichtchouk après départages (1,5 à 2,5) ;
- lors du Championnat du monde de la Fédération internationale des échecs 2004, il fut éliminé au premier tour par le Russe Vadim Zviaguintsev (0-2) ;
- lors de la Coupe du monde d'échecs 2005, il fut éliminé au premier tour par le Russe Konstantin Sakaïev (0-2) ;
- lors de la Coupe du monde d'échecs 2007, il fut éliminé au premier tour par Aleksandr Grichtchouk (0,5-1,5) ;
- lors de la Coupe du monde d'échecs 2011, il fut éliminé au premier tour par le Russe Peter Svidler (0,5-1,5).

Darcy Lima a représenté le Brésil lors de 11 olympiades consécutives de 1988 à 2008, jouant au premier échiquier en 2008.